# Марко Бискуповић
Марко Андрес Бискуповић Вентурино (шп. Marko Andrés Biskupovic Venturino; Сантијаго, 30. јун 1989) је бивши чилеански фудбалер. Играо је на позицији одбрамбеног играча.
Бискуповић је, према неким изворима, са очеве стране пореклом из Хрватске. Бискуповићи који су емигрирали у Чиле су пореклом из околине Омиша у Далмацији и Боке которске.

## Успеси
Универсидад католика
- Куп Чилеа  (1) : 2011,[6] (финале: 2012)[7]